# شورای انقلاب اتفاق اسلامی افغانستان
شورای انقلاب اتفاق اسلامی افغانستان یک جنبش سیاسی هزاره در افغانستان بود که در سال ۱۹۷۹ ضد حکومت چپ‌گرای کابل بنیان‌گذاری شد. این جنبش توسط سید علی بهشتی رهبری شده بود.
شورا قدرت سیاسی و نظامی داشت و در میان هزاره‌جات مسئولین چپ‌گرای زیادی را حذف کردند و با کارگزاران خودشان تغییر دادند. در پایان سال ۱۹۸۳ شورا ۶۰٪ جمعیت هزاره‌جات را تحت کنترل داشت.